# Исаково (Малмыжский район)
 Исаково  — деревня в Малмыжском районе Кировской области. Входит в состав Аджимского сельского поселения.

## Население
| 2010 |
| ---- |
| 163  |

## География
Расстояние до районного центра — 43 км. Высота над уровнем моря — 122 м. Деревня расположена на реке Грязнушка (приток Аджимки).